# George Robert Crotch
George Robert Crotch (* 1842 in Cambridge; † 1874) war ein englischer Insektenkundler.
Crotch studierte an der Cambridge University und arbeitete an der dortigen Universitätsbibliothek. Während seiner Studienzeit entstand sein Interesse an Insekten, besonders an Käfern. Er sammelte Insekten in Europa und verließ England im Herbst 1872, um sich auf eine entomologische Weltreise zu begeben. Nach seiner Ankunft in Philadelphia sammelte er während der Frühlings-/Sommersaison 1873 Insekten in Kalifornien, Oregon und am Fraser River in British Columbia.
1873 nahm er eine Stellung als Assistent von Hermann August Hagen am Harvard Museum of Comparative Zoology an. Bald darauf starb er an Tuberkulose.
Crotch ist Autor einer Reihe von Büchern, darunter Checklist of the Coleoptera of America (1873) und A revision of the Coleopterous family Coccinellidae (1874). Seine Käfersammlung von den Azoren befindet sich heute im British Museum, während er seine europäischen Insektensammlungen dem Zoologischen Museum der Universität Cambridge hinterlassen hat.

## Zitat
"I am greatly indebted to Mr G. R. Crotch for having sent me numerous prepared specimens of various beetles belonging to these three families [Crioceridae, Chrysomelidae, Tenebrionidae] and others, as well as for valuable information of all kinds ... I am also much indebted to Mr. E. W. Janson for information and specimens . . . In Carabidae I have examined Elaphrus uliginosus and Blethisa multipunctata, sent to me by Mr Crotch." Charles Darwin.